# O Gulíkovi a Jepince
O Gulíkovi a Jepince je československý animovaný televizní seriál z roku 1969 vysílaný v rámci večerníčku. Poprvé byl uveden v září téhož roku. Bylo natočeno celkem 7 epizod, v délce cca 9 až 10 minut. Byl zpracován černobíle. Byl také vysílán jako Gulík a Jepinka.

## Seznam dílů
1. Jak pěstovali kaktus
2. Jak hlídali sopku
3. Jak smažili jaternici
4. Jak si dávali hádanky
5. Jak šli na pouť
6. Jak dostali návštěvu
7. Jak se stal Gulík detektivem